# J. Defert
 (janvier 2021).
Si vous disposez d'ouvrages ou d'articles de référence ou si vous connaissez des sites web de qualité traitant du thème abordé ici, merci de compléter l'article en donnant les références utiles à sa vérifiabilité et en les liant à la section « Notes et références ».
J. Defert est un joueur français de tennis, membre du Racing Club de France. Il a participé Jeux olympiques Athènes en 1896. Il faisait partie des 13 sportifs français et était l'unique joueur de tennis. Il perd au premier tour en simple contre Dionýsios Kásdaglis et ne participe pas au double.